# Jovana Preković
Jovana Preković (en serbio: Јована Прековић) (Aranđelovac, Serbia, 20 de enero de 1996) es una luchadora de kárate serbia que consiguió la medalla de oro en los Juegos Olímpicos de Tokio 2020 en la modalidad de kumite de menos de 61 kg, tras ganar en la final a la china Yin Xiaoyan.

## Palmarés olímpico
| Juegos Olímpicos | Juegos Olímpicos | Juegos Olímpicos | Juegos Olímpicos |
| Año              | Lugar            | Medalla          | Categoría        |
| ---------------- | ---------------- | ---------------- | ---------------- |
| 2021             | Tokio ( Japón)   | Medalla de oro   | Kumite -61kg     |